# Ustilago utriculosa
Ustilago utriculosa är en svampart som först beskrevs av Christian Gottfried Daniel Nees von Esenbeck, och fick sitt nu gällande namn av Tul. & C. Tul. 1847. Ustilago utriculosa ingår i släktet Ustilago och familjen Ustilaginaceae.   Inga underarter finns listade i Catalogue of Life.